# Burmese bamboehaai
De Burmese bamboehaai (Chiloscyllium burmensis) of Birmabamboehaai is een vis uit de familie van epaulethaaien en bamboehaaien (Hemiscylliidae). Deze soort bamboehaai is bekend van slechts één vondst in de buurt van Yangon in Myanmar. Het holotype heeft een lengte van 57 cm.
De soort werd voor het eerst beschreven in 1983 door Guido Dingerkus en Terry C. DeFino.